# Zorzines stueningi
Zorzines stueningi là một loài bướm đêm trong họ Noctuidae.